# Stefano Pirazzi
Stefano Pirazzi (Alatri, Frosinone, Laci, 11 de març de 1987) és un ciclista italià, professional des del 2010. En el seu palmarès destaca la victòria de la classificació de la muntanya al Giro d'Itàlia del 2013 i una etapa en el del 2014.
El 4 de maig de 2017, un dia abans de començar el Giro d'Itàlia, es va anunciar que havia donat positiu en una substància hormonal, durant un control sorpresa, juntament amb el seu company d'equip Nicola Ruffoni. Se'ls va expulsar de la competició i van ser provisionalment suspesos. El 19 de maig, després de donar positiu en el contra-anàlisis, va ser expulsat de l'equip.

## Palmarès
- 2007
  - Vencedor d'una etapa del Giro de les Regions
  - Vencedor de 2 etapes de la Volta a Lleida
- 2009
  - 1r a la Cursa Milionària Montappone
- 2011
  - Vencedor de la classificació de la muntanya del Giro de la Província de Reggio Calabria
  - Vencedor de la classificació dels joves del Giro del Trentino
- 2012
  - Vencedor de la classificació de la muntanya de la Tirrena-Adriàtica
- 2013
  -  Vencedor del Gran Premi de la muntanya al Giro d'Itàlia
- 2014
  - Vencedor d'una etapa al Giro d'Itàlia
- 2016
  - Vencedor d'una etapa al Setmana Internacional de Coppi i Bartali

### Resultats al Giro d'Itàlia
- 2010. 120è de la classificació general
- 2011. 61è de la classificació general
- 2012. 46è de la classificació general
- 2013. 44è de la classificació general.  Vencedor del Gran Premi de la muntanya
- 2014. 85è de la classificació general. Vencedor d'una etapa
- 2015. 22è de la classificació general
- 2016. 18è de la classificació general